# Polnischer Eishockeypokal 2008/09
Der Polnische Eishockeypokal der Saison 2008/09 (poln. Puchar Polski Hokeja na Lodzie) war die Austragung des Polnischen Eishockeypokals. Die Veranstaltung wurde vom Polnischen Eishockeyverband (PZHL) organisiert.

## Teilnehmer und Modus
An der Austragung des Pokals im Jahre 2008 nahmen lediglich sechs Mannschaften teil, darunter nur vier Mannschaften der Ekstraliga und ein Vertreter der zweitklassigen I liga.
Die Halbfinalspiele und das Finale wurden in einer Endrunde im Eisstadion in Danzig an zwei Tagen ausgespielt. Ein Spiel um Platz 3 fand nicht statt.
Der Pokalverteidiger GKS Tychy und der Gastgeber des Turniers Stoczniowiec Gdańsk waren gesetzt. Zudem hatten sich der TKH Toruń – durch Nichtantritt des Gegners und Vorjahresfinalisten Naprzód Janów – und der KS Cracovia, der sich in der Zweiten Runde gegen den GKS Katowice durchsetzte, der in der Runde zuvor Zagłębie Sosnowiec besiegt hatte, qualifiziert.
| GKS Tychy          | KS ComArch Cracovia | Energa Stoczniowiec Gdańsk | TKH Nesta Toruń |
| Zagłębie Sosnowiec | HC GKS Katowice     | Akuna Naprzód Janów        |                 |

## Erste Runde
| 19. August 2008 | Zagłębie Sosnowiec | 3:4 (1:2, 2:2, 0:0) | HC GKS Katowice |  |

| 22. August 2008 | HC GKS Katowice | 8:2 (3:0, 2:1, 3:1) | Zagłębie Sosnowiec |  |

Die Mannschaft vom GKS Katowice musste nach dem Erstrundensieg noch in der Zweiten Runde antreten.

|  | TKH Nesta Toruń | (nach Wertung) | Naprzód Janów |  |

Nesta Toruń war direkt für das Halbfinale qualifiziert.

## Zweite Runde
| 26. August 2008 | HC GKS Katowice | 3:7 (0:1, 2:2, 1:4) | KS ComArch Cracovia |  |

| 28. August 2008 | KS ComArch Cracovia | 2:1 (1:1, 1:0, 0:0) | HC GKS Katowice |  |

## Finalturnier
Die Halbfinalspiele und das Finale wurden in einer Endrunde im Eisstadion in Danzig an zwei Tagen ausgespielt. Ein Spiel um Platz 3 fand nicht statt.
Der Pokalverteidiger GKS Tychy und der Gastgeber des Turniers Stoczniowiec Gdańsk waren gesetzt. Zudem hatten sich der TKH Toruń durch Nichtantritt des Gegners und der KS Cracovia, der sich in der Zweiten Runde gegen den GKS Katowice durchsetzte, der in der Runde zuvor Zagłębie Sosnowiec besiegt hatte, qualifiziert.

### Halbfinale
| 29. Dezember 2008 15:30 Uhr | TKH Nesta Toruń | 1:3 (0:1, 0:1, 1:1) | GKS Tychy | Gdańsk |

| 29. Dezember 2008 19:30 Uhr | Energa Stoczniowiec Gdańsk | 4:1 (2:1, 1:0, 1:0) | KS ComArch Cracovia | Gdańsk |

### Finale
| 30. Dezember 2008 17:15 Uhr | Stoczniowiec Gdańsk | 1:3 (n. P.) (0:0, 0:0, 0:0, 0:0, 1:3) | GKS Tychy | Gdańsk |